# クラウツェット
クラウツェット（伊: Clauzetto）は、イタリア共和国フリウリ＝ヴェネツィア・ジュリア州ポルデノーネ県にある、人口約400人の基礎自治体（コムーネ）。

## 地理

### 位置・広がり

#### 隣接コムーネ
隣接するコムーネは以下の通り。
- カステルノーヴォ・デル・フリーウリ
- ピンツァーノ・アル・タリアメント
- トラモンティ・ディ・ソット
- ヴィート・ダージオ

### 気候分類・地震分類
クラウツェットにおけるイタリアの気候分類 (it) および度日は、zona F, 3389 GGである。
また、イタリアの地震リスク階級 (it) では、zona 1 (sismicità alta) に分類される。

## 行政

### 分離集落
クラウツェットには、以下の分離集落（フラツィオーネ）がある。
- Clauzetto (Capoluogo), Celante, Pradis di Sopra, Pradis di Sotto

このほか、地区（borgate）としては以下がある。
- Basei, Battei, Blanchs, Bullian, Centens, Chiavade, Coccius, Corgnal, Crepes, Cruesc, Denel, Dominisia, Dote, Durines, Fornez, Francescuz, Fraspedane, Fratta, Fumatins, Gerchia, Grillos, Gueres, Locandins, Mezzol, Mineres, Mions, Molat, Mulinars, Murs, Noraz, Omenars, Orton, Pala Major, Paludon, Pedoi, Pernins, Pezzettes, Piani, Planelles, Pradat, Queste, Queste Fusian, Rasces, Raunie, Ribons, Rope, Rosc, Sompforchial, Sompvilla, Sot Cel, Stifinins, Tascans, Tonis-Aulis, Trentin, Trielieres, Triviat, Tunulins, Uminuz, Vaganins, Val, Villa, Zattes, Zincos, Zocchìus, Zuanes, Zuaniers